# Jon Andoni Goikoetxea Lasa
Jon Andoni Goikoetxea Lasa (Pamplona, Navarra, el 21 d'octubre de 1965), conegut com a "Goiko", és un exfutbolista navarrès. Va destacar com a jugador de l'Osasuna, la Reial Societat, el FC Barcelona i l'Athletic Club de Bilbao, tant com a extrem dret com de lateral. Considerat un dels millors futbolistes bascos de la seva època, va destacar al Barça del Dream Team.
Va jugar un total de 386 partits i va fer 37 gols a La Liga en 13 temporades, i va ser també internacional amb la selecció espanyola, amb la qual va participar en la Copa del Món de 1994.

## Carrera esportiva
Format al planter de l'Osasuna, va debutar amb aquest equip en la Primera Divisió d'Espanya la temporada 1985-86, 2 dies abans de complir 20 anys. Després de gairebé 100 partits i 20 gols amb Osasuna durant 3 temporades va ser fitxat pel Futbol Club Barcelona en finalitzar la temporada 1987-88. La seva gran actuació durant aquests 3 anys, especialment durant la campanya 1987-88, en la qual Osasuna es va classificar per a la Copa de la UEFA amb un Goiko destacat, li van valdre el seu fitxatge per un gran. No obstant això, el Barça el va fitxar com a una aposta de futur, ja que va cedir Goikoetxea durant dues temporades a la Reial Societat com a part del pagament al club txuriurdin del fitxatge de José Mari Bakero, Txiki Begiristain i Luis María López Rekarte.
Goiko va ser un jugador fix en les alineacions reialistes durant aquestes dues temporades encara que no va arribar a enlluernar com en la seva etapa osasunista. Amb la Real es va classificar per a la Copa de la UEFA en finalitzar la temporada 1989-90. 74 partits de Lliga i 10 gols marquen el seu pas per la Reial.
Repescat per al Barça al començament de la temporada 1990-91, Goikoetxea va ser peça bàsica del primer títol de Lliga del Dream Team. Aquell any va ser designat en algunes votacions com a millor jugador de la Lliga gràcies a les seves internades per les bandes. També va ser convocat a debutar amb la selecció espanyola. Les seves 4 temporades en el FC Barcelona van estar plagades de títols i èxits. Va jugar 126 partits de Lliga i va marcar 6 gols amb el Barça. Fou suplent, però entrà a la segona part, a la final de la Copa d'Europa de 1992 que el Barça va guanyar a l'Estadi de Wembley de Londres el 20 de maig de 1992, la primera Copa d'Europa del Barça i un partit que marcaria la història del club.
En finalitzar la temporada 1993-94 i havent perdut ja la seva condició de titular indiscutible, Goiko fitxa per l'Athletic Club de Bilbao. Durant 3 temporades més rendirà a bon nivell en l'equip roig-i-blanc, sent en el seu últim any utilitzat com a jugador de recanvi. El seu pas per Bilbao es resumeix en 92 partits de Lliga.
En 1997, a punt de complir 32 anys marxa a jugar al Yokohama Marinos de la J. League, on coincidiria amb el seu excompany Julio Salinas. Després de la seva aventura japonesa va tornar al Club Atlètic Osasuna, on va tancar la seva carrera el 1999 jugant a Segona divisió.

## Entrenador
Després de la seva retirada com futbolista arribaria uns anys més tard a formar part de l'equip tècnic de l'Osasuna. Com segon de Cuco Ziganda va ser entrenador primer del juvenil de Divisió d'Honor de l'Osasuna, arribant a una final de Copa del Rei Juvenil, més tard de l'Osasuna Promesas i finalment en la temporada 2006-07, del primer equip, en la qual va arribar a les semifinals de la Copa de la UEFA.
Al maig de 2006 va debutar en l'EFPA amb l'equip d'exjugadors històrics dirigit per Terry Venables i Josep Maria Fusté vencent a un combinat d'internacionals holandesos 0-3.
El 2008 va jugar amb el Barça en les primeres edicions tant de la Lliga com de la Copa d'Espanya de Futbol Indoors categoria Màsters.

## Selecció
Va ser internacional amb la selecció espanyola en 36 ocasions, entre 1992 i 1996. Va debutar el 12 de setembre de 1990, en un Espanya-Brasil (3-0) amistós celebrat a Gijón i va participar en la Copa del Món de futbol de 1994 als Estats Units. Va ser internacional tant en la seva etapa de jugador del Barcelona com de l'Athletic.
Va integrar també la selecció espanyola sub-20 que va obtenir la medalla d'argent en el Mundial de la categoria de l'URSS 1985.

### Participacions en Copes del Món
| Mundial                        | País         | Resultat        |
| ------------------------------ | ------------ | --------------- |
| Copa Mundial de Futbol de 1994 | Estats Units | Quarts de final |

## Clubs
| Club                  | Lliga     | Any       |
| --------------------- | --------- | --------- |
| Club Atlético Osasuna | Espanyola | 1985-1988 |
| Reial Societat        | Espanyola | 1988-1990 |
| Futbol Club Barcelona | Espanyola | 1990-1994 |
| Athletic Club         | Espanyola | 1994-1997 |
| Yokohama F. Marinos   | Japonesa  | 1997-1998 |
| Club Atlético Osasuna | Espanyola | 1998-1999 |

## Palmarès
| Títol              | Club                  | Any  |
| ------------------ | --------------------- | ---- |
| Lliga              | Futbol Club Barcelona | 1991 |
| Supercopa          | Futbol Club Barcelona | 1991 |
| Lliga              | Futbol Club Barcelona | 1992 |
| Copa d'Europa      | Futbol Club Barcelona | 1992 |
| Supercopa          | Futbol Club Barcelona | 1992 |
| Supercopa d'Europa | Futbol Club Barcelona | 1993 |
| Lliga              | Futbol Club Barcelona | 1993 |
| Lliga              | Futbol Club Barcelona | 1994 |
| Supercopa          | Futbol Club Barcelona | 1994 |